# پرفلوروبوتان
پرفلوروبوتان (به انگلیسی: Perfluorobutane) با فرمول شیمیایی C4F10 یک ترکیب شیمیایی با شناسه پاب‌کم 24617 است. که جرم مولی آن ۲۳۸٫۰۳ گرم بر مول می‌باشد. 